# Łew Hrycak
Łew Jarosławowycz Hrycak (ukr. Лев Ярославович Грицак; ur. 25 stycznia 1952 w Czortkowie) – ukraiński lekarz i samorządowiec, od 2002 burmistrz Truskawca.

## Życiorys
W latach 1969–1975 studiował medycynę w Tarnopolskim Państwowym Instytucie Medycznym, po czym pracował jako lekarz rentgenolog na Wołyniu do 1986. W 1986 przeprowadził  się do Truskawca, gdzie stanął na czele budowy sanatorium "Karpaty", zostając następnie jego głównym lekarzem. Swą funkcję pełnił do marca 2002, gdy wybrano go burmistrzem Truskawca. Reelekcję na to stanowisko uzyskał w 2006.
W latach 1998–2002 sprawował mandat radnego Obwodowej Rady Deputowanych we Lwowie.